# Tabernaemontana psorocarpa
Tabernaemontana psorocarpa là một loài thực vật có hoa trong họ La bố ma. Loài này được (Pierre ex Stapf) Pichon miêu tả khoa học đầu tiên năm 1948.